# Rafał Ratajczyk
Rafał Daniel Ratajczyk (nascido em 5 de abril de 1983) é um ciclista profissional polonês que compete em provas tanto de pista, quanto de estrada. Competiu representando seu país, Polônia, nos Jogos Olímpicos de Verão de 2008 em Pequim, onde terminou em décimo primeiro lugar na corrida por pontos.